# NGC 1476
NGC 1476 је спирална галаксија у сазвежђу Часовник која се налази на NGC листи објеката дубоког неба.
Деклинација објекта је - 44° 31' 56" а ректасцензија 3h 52m 8,6s. Привидна величина (магнитуда) објекта NGC 1476 износи 13,1 а фотографска магнитуда 14,0. NGC 1476 је још познат и под ознакама ESO 249-24, MCG -7-9-1, AM 0350-444, IRAS 03504-4440, PGC 14001.